# لمبي (أسطورة)
لمبي (بالإنجليزية: Lempi)‏، (الشهوة) هو الحب الشهواني في الأساطير الفنلندية، وهو والد بطل الملحمة الفنلندية المسماة کالیفالا، وعلى الرغم من أن لمبي کان عادة اسم رجل، فإنه الآن تتسمّ به النساء. والمقابل الأنثوى للحب الشهواني، الحب الجنوني عند المرأة.